# سنت لیولین، نیوبرانزویک
سنت لیولین، نیوبرانزویک (به انگلیسی: Saint-Léolin, New Brunswick) یک منطقهٔ مسکونی در کانادا است که در نیوبرانزویک واقع شده‌است. سنت لیولین ۶۸۴ نفر جمعیت دارد.